# Jakov IV., kralj Škotske
Jakov IV. (Stirling, 17. ožujka 1473. – Flodden, 9. rujna 1513.) bio je škotski kralj od 11. lipnja 1488. do svoje smrti. Naslijedio je prijestolje nakon smrti svoga oca, kralja Jakova III., u bitci kod Sauchieburn, odnosno pobuni u kojoj je mladi Jakov imao neizravnu ulogu. Općenito se smatra jednim od najuspješnijih stuartskih monarha u Škotskoj. Poput oca umro je u bitci i njegova je vladavina okončala katastrofalnim porazom u bitci kod Floddena. Bio je posljednji monarh, nego samo iz Škotske, nego iz cijele Velike Britanije, koji je stradao u bitci.

## Mladost
Jakov je bio sin kralja Jakova III. i Margarete Danske. Rođen je u opatiji Holyrood, čiji je jedan dio služio kao kraljevska rezidencija. Kao prijestolonasljednik škotske krune, odmah je postao vojvoda od Rothesayja. Njegov je otac 1474. ugovorio njegove zaruke s engleskom princezom Cecily od Yorka, kćeri kralja Edvarda IV. Otac mu nije bio popularan kralj, te se suočio s dvije velike pobude za vrijeme svoje vladavine, te se otuđio od brojnih članova svoje uže obitelji, osobito od mlađega brata, Alexandera Stewarta, vojvode od Albanyja. Pro-engleska politika Jakova III. također je bila nepopularna, te mu se osvetila kad su ženidbeni pregovori s Engleskom propali zbog neispunjenih plaćanja miraza, što je dovelo do toga da je Cecilyn stric, Richard, vojvoda od Gloucestera, udružen s vojvodom od Albanyja, 1482. provalio u Škotsku i zauzeo Berwick. Kad je Jakov III. pokušao povesti svoju vojsku u protunapad, vojska se pobunila protiv njega, te su ga njegovi vlastiti savjetnici jedno vrijeme držali u zatočeništvu, u prvoj većoj krizi njegove vladavine.
Jakovljeva majka, Margareta Danska, bila je očito popularnija od njegova oca, i iako je bila ponešto otuđena od svoga muža, bila je zadužena za odgoj njihovih sinova u dvorcu Stirling, ali je umrla 1486. Dvije godine kasnije, izbila je druga pobuna, kada su pobunjenici postavili petnaestogodišnjeg princa Jakova kao svoga nominalnoga čelnika. Borili su se protiv Jakova III. u bitci kod Sauchieburna, 11. lipnja 1488., gdje je kralj ubijen. Nekoliko je izvora tvrdilo da je princ Jakov zabranio svima da naškode njegovu ocu. Mlađi je Jakov preuzeo prijestolje, te je bio okrunjen u Sconeu, 24. lipnja. Međutim, i dalje je imao osjećaj krivnje zbog neizravne uloge koja je dovela do smrti njegova oca. Odlučio se pokajati za svoj grijeh, te je ostatak svoga života, svake korizme nosio teški željezni lanac, cilicij, oko struka, uz svoju kožu. Svake je godine nosio sve veću težinu.

## Vladavina

### Politika
Jakov IV. ubrzo se pokazao učinkovitim vladarom i mudrim kraljem. Svladao je još jednu pobunu 1489., i izravno se zanimao za podjelu pravde, te je konačno doveo pod svoju vlast lordove otokâ, 1493. Jedno vrijeme podržavao je Perkina Warbecka, pretendenta na englesko prijestolje, te je čak u njegovo ime nakratko provali u Englesku, u rujnu 1496. Zatim je u kolovozu 1497. opsjedao dvorac Norham, koristeći bombardu svoga djeda, Mons Meg.
Jakov je ipak utvrdio da je mir između Škotske i Engleske bio u interesu obiju zemalja, te je uspostavio dobre diplomatske odnose s Engleskom, koja se oporavljala od građanskoga rata. Prvo je ratificirao Sporazum iz Aytona, 1497. Zatim je, 1502., potpisao Sporazum trajnoga mira s kraljem Henrikom VII. Taj je sporazum zapečaćen njegovom ženidbom s Henrikovom kćeri Margaret Tudor sljedeće godine, što je veliki pjesnik s Jakovljeva dvora, William Dunbar, opisao kao brak između čička i ruže (cvjetovi koji predstavljaju Škotsku i Englesku).
Jakovu je papinski legat 1507. u opatiji Holyrood dodijelio naslov branitelja vjere.
Jakov je zadržao tradicionalno dobre odnose s Francuskom, što je, međutim, povremeno stvaralo diplomatske probleme s Engleskom. Na primjer, kad su u travnju 1508. počele kružiti glasine da će Jakov obnoviti Stari savez, Henrik VII. je poslao Thomasa Wolseya kako bi se raspravila zabrinutost oko toga. Wolsey je našao "da nikada netko nije imao goreg dočeka u Škotskoj nego ja, ... oni svoje stvari toliko taje da žene na tržnici znaju svaki povod moga dolaska". Ipak, englesko-škotski odnosi ostali su općenit stabilno do Henrikove smrti 1509.
Jakov je uvidio važnost izgradnje flote, koja bi Škotskoj osigurala snažnu pomorsku prisutnost. Utemeljio je dva nova brodogradilišta za tu svrhu i nabavio ukupno 38 brodova za Kraljevsku škotsku mornaricu. Karaka Great Michael, izgrađena uz visoke troškove, i porinuta 1511., bila je, u to vrijeme, najveći brod na svijetu.

### Kultura
Jakov IV. bio je pravi renesansni vladar, koji se zanimao za praktične i znanstvene stvari. Dodijelio je statu korporacije edinburškim kirurzima i brijačima (kasnije Kraljevski kirurški zavod iz Edinburgha) kraljevskom poveljom iz 1506.; pretvorio je dvorac u Edinburghu u prvoklasnu škotsku ljevaonicu oružja, te pozdravio ustanovu prve škotske tiskare 1507. Izgradio je dio palače Falkland i velike dvorane u dvorcima u Stirlingu i Edinburghu, te ukrasio svoje palače tapiserijama. Jakov je bio pokrovitelj umjetnosti, uključujući brojne književnike, čija djela opisuju žive i pamtljive prikaze kulturalnog života i intelektualne teme tog razdoblja. Među osobama povezanima s njegovim dvorom bili su William Dunbar, Walter Kennedy i Gavin Douglas, koji su izradili prvi cjelovit prijevod Vergilijeve Eneide u sjevernoj Europi. Bio je pokrovitelj glazbe u Restalrigu, koristeći novac od najma u King's Warku. Dao je svoju podršku osnivanju Kraljeva zavoda u Aberdeenu, koji je osnovao njegov kancelar William Elphinstone, i Zavoda sv. Leonarda u St Andrewsu, koji su osnovali njegov nezakoniti sin Alesander Stewart, svetoandrijski nadbiskup i John Hepburn, tamošnji prior. Dijelom na Elphinstoneovo inzistiranje, 1496. usvojio je akti koji je opisan kao prvi škotski zakon o obrazovanju, koji je propisao da svi baruni i važniji samostalni posjednici moraju poslati svoje najstarije sinove u školu na određeno vrijeme.

Jakov je bio dobro obrazovan i tečan je govorio više jezika. U srpnju 1498., španjolski je izaslanik Pedro de Ayala prijavio Ferdinandu i Izabeli da 
Kralj ima 25 godina i nekoliko mjeseci. Plemenita je držanja, ni visok ni nizak, i zgodan u izgledu i obliku koliko muškarac može biti. Govor mu je vrlo skladan. Govori sljedeće strane jezike: latinski, vrlo dobro; francuski, njemački, flamanski, talijanski i španjolski; španjolski jednako dobro kao i markiz, ali mu je izgovor još jasniji. Jako voli primiti španjolska pisma. Njegov škotski jezik je drugačiji od engleskoga, kao što je aragonski od kastiljskoga. Kralj govori, osim toga, jezik divljaka koji žive u nekim dijelovima Škotske i na otocima. Taj je različit od škotskoga, kao što je biskajski različit od kastiljskoga. Njegovo je poznavanje jezika čudesno. Dobro je načitan kod Biblije i drugih pobožnih knjiga. Dobar je povjesničar. Pročitao je mnoga latinska i francuska povijesna djela, i imao koristi od toga, jer ima vrlo dobro pamćenje. Nikada ne reže svoju kosu ili bradu. Vrlo mu dobro stoji.
Jakov IV. bio je posljednji škotski kralj koji je govorio škotski gaelski jezik. Bio je jedan od vladara koji su navodno provodili pokus lišavanja jezika, poslavši dvoje djece na odgoj kod nijeme žene, same na otoku Inchkeith, kako bi utvrdio je li jezik naučen ili urođen. Osobito su ga zanimale kirurgija i medicina, te druge znanosti: u dvorcu Stirling uspostavio je alkemičarsku radionicu gdje je alkemičar John Damien tražio način kako pretvoriti obične metale u zlato. Za projekt su bile potrebne velike količine žive, zlatne gleđi i kositra. Damian je istraživao i zrakoplovstvo, te je poduzeo neuspio pokus letenja s kruništa dvorca Stirling, što je bio pokušaj koji je William Dunbar opisao u dvjema svojim pjesmama.

## Politika u Visočju i na otocima
U svibnju 1493. Parlament je oduzeo naslove Johnu MacDonaldu, lordu od Otokâ. Kralj Jakov osobno je otplovio do dvorca Dunstaffnage, gdje su mu zapadni poglavari iskazali svoju odanost. John MacDonald se predao i doveden je na kraljevski dvor kao umirovljenik, potom je živio u opatiji Paisley. Visočje i Otoci bili su tada pod izravnom kraljevskom upravom. Johnov unuk Domhnall Dubh (Donald Owre), jedan od mogućih pretendenata za lordstvo bio je miran, ali drugi, njegov nećak, Alexander MacDonald od Lochalsha, provalio je u Ross te je kasnije ubijen na otoku Oronsay, 1497.
U listopadu 1496. Kraljevsko je vijeće odredilo da će poglavari klanova u regiji odgovarati kralju za zločine otočana. Taj je propis bio neprovediv u upravljanju regijom, i nakon što je Zakon o opozivu iz 1498. potkopao naslove poglavarâ prema njihovim posjedima, ojačao je otpor prema Edinburghu. Jakov je u ljeto 1498. čekao u dvorcu Kilkerran kod Campbeltown Locha kako bi ponovno podijelio poglavarske povelje. Pojavilo se malo poglavara.  Archibald Campbell, 2. grof od Argylla, bio je isprva postavljen ispuniti prazninu vlasti i provoditi kraljevski autoritet, ali je imao ograničen uspjeh u borbi sa svojim šurjakom, Torquilom MacLeodom s otoka Lewisa. Torquilu je bilo naređena da Jakovu preda Donalda Dubha, nasljednika lorda od Otokâ, u Invernessu, 1501. Jakov je čekao, ali Torquil se nije pojavio.
Nakon tog prkosa, Torqilove su zemlje dodijeljene Alexanderu Gordonu, 3. grofu od Huntlyja. Nakon Parlamenta iz 1504., kraljevska je flota isplovila sjeverno iz Ayra kako bi napala dvorac Cairn-na-Burgh, gdje se smatralo da MacLeod drži Donalda Dubha. Kako je opsada sporo napredovala, Jakov je poslao kraljevskogo topništvo i grofa od Arrana, s uputama i dodatnim naoružanjem. Cairn-na-Burgh je osvojen u lipnju 1504., ali je Donald Dubh ostao na slobodi. U rujnu 1507., Torquil MacLeod je bio pod opsadom u dvorcu Stornoway na Lewisu. Donald Dubh je zarobljen i ostao je u zatvoru do kraja života, a MacLeod je umro u egzilu 1511. Grof od Huntleya bio je bogato nagrađen za svoje nevolje.

## Rat i smrt
Kad je izbio rat između Engleske i Francuske, kao posljedica Talijanskih ratova, Jakov se našao u nezgodnom položaju, jer je imao savezničke sporazume i s Francuskom i s Engleskom. Otkako je Henrik VIII. stupio na prijestolje 1509., odnosi s Engleskom bili su pogoršani, pa kad je Henrik napao Francusku, Jakov je reagirao objavivši rat Engleskoj.
Jakov je već bio razočaran interdiktom pape Julija III. nad njegovim kraljevstvom, te se protivio potvrdi interdikta pape Leona X., tako da nije bio u dobrim odnosima s papom. Leon je poslao pismo Jakovu, prijeteći mu crkvenom cenzurom zbog kršenja mirovnih ugovora, 28. lipnja 1513., te je Jakova potom izopćio kardinal Christopher Bainbridge.
Jakov je okupio mornare i poslao škotsku mornaricu, uključujući i Great Michael, kako bi se pridružila brodovlju Luja XII., stupivši tako u Rat Cambraiske lige. Nadajući se iskoristiti Henrikovu odsutnost zbog opsade kod Thérouannea, poveo je vojsku južno na Northumberland, ali je smrtno stradao, zajedno s brojnim svojim plemićima i običnim vojnicima, te nekoliko crkvenjaka, uključujući njegova sina, svetoandrijskoga nadbiskupa, u poraznoj bitci kod Floddena, 9. rujna 1513. Bio je to jedan od najgorih škotskih poraza u povijesti i gubitak, ne samo popularna i sposobna kralja, nego i velika dijela političke zajednice, što je predstavljalo značajan udarac na kraljevinu. Sin Jakov IV., Jakov V., okrunjen je tri tjedna nakon katastrofe kod Floddena, ali je imao manje od dvije godine i njegovo je djetinjstvo bilo puno političkih previranja.

I engleski i škotski prikazi bitke naglašavaju kraljevu odlučnost za boj. U inače laskavom prikazu Jakova IV., Pedro de Ayala daje primjedbe o njegovoj sposobnosti vojnoga zapovijedanja, prikazujući ga oštrim i neustrašivim na bojnom polju:
Odvažan je, čak i više nego što bi kralj trebao biti. Ja sam tomu dobro posvjedočio. Vidio sam ga kako poduzima najopasnije stvari u prošlim ratovima. U takvim prigodama ni najmanje ne brine o sebi. Nije dobar kapetan, jer počinje bitku prije nego što je izdao naredbe. Rekao mi je da mu njegovi podanici služe svojim osobama i svojim dobrima, u pravednim i nepravednim zadjevicama, upravo kako on voli, i da stoga ne smatra ispravnim zapodjenuti ikakvo ratno poduzimanje a da se on sam nije prvi našao u opasnosti. Djela su mu jednako dobra kao i riječi.
Tijelo, za koje se smatralo da je Jakovljevo, izvučeno je s bojnoga polja i odneseno u London na ukop. Jakov je bio izopćen, i iako je Henrik VIII. dobio breve od papa, 29. studenoga 1513., da se kralja može sahraniti u posvećenom tolu u katedrali sv. Pavla, balzamirano je tijelo godinama ležalo u prioratu Sheen u Surreyu. Tijelo je izgubljeno nakon reformacije, kad je priorat raspušten. John Stow je tvrdio da je vidio tijelo, te da je kraljeva glava bila uklonjena i sahranjena u crkvi sv. Mihovila u ulici Wood. Crkva je kasnije porušena, a zemljište više puta mijenjalo namjenu; danas je tamo pub. Jakovljevu krvava odjeća poslala je Henriku VIII. (koji se nalazi u ratu u Francuskoj) njegova kraljica, Katarina Aragonska.
Erazmo Roterdamski napisao je epitaf za kralja u svom djelu Adagia. Kasnije, 1533., pisao je kralju Jakovu V., ističući taj esej o dužnosti kroz poslovicu Spartam nactus es, hanc exorna (Spartu si naslijedio, uresi je), na temu pohoda na Flodden i Jakovljeve smrti, te smrti njegova sina Alexandera, koji je jedno vrijeme bio Erazmov učenik.

### Legende o kraljevu posljednjem počivalištu
Održale su se glasine da je Jakov preživio i otišao u egzil, ili da je njegovo tijelo bilo pokopano u Škotskoj. Za dva dvorca u Škotskom pograničju tvrdi se da su njegovo počivalište. Legenda tvrdi da je, prije juriša kod Floddena, Jakov skinuo svoj kraljevski ogrtač kako bi pokazao svojim plemićima da je spreman boriti se kao običan oružnik. Ono što su Englezi navodno našli kao Jakovljevo tijelo, nije imalo željeznoga lanca oko struka. Legenda iz Pograničja tvrdi da su tijekom bitke kod Floddena četiri konjanika iz klana Home ili nadnaravna jahača preletjeli poljem i ugrabili kraljevo tijelo, ili da je kralj napustio polje živ i bio ubijen nešto kasnije. U XVIII. stoljeću, kad se čistio srednjovjekovni zdenac dvorca Hume, pronađen je kostur čovjeka sa željeznim lancem oko struka u bočnoj špilji; ali je taj kostur kasnije nestao. Druga verzije te priče kaže da je kostur otkriven u Humeu nekoliko godina nakon bitke, te pokopan u opatiji Holyrood. Ista se priča pripovijedala za dvorac Roxburgh, s kosturom otkrivenim u XVII. stoljeću. Još jedna predaja je otkriće kraljeva tijela u Berry Mossu, blizu Kelsoa. Potičući te legende, Robert Lindsay, pišući 1570., tvrdio je da osuđeni zločinac ponudio regentu Johnu Stewartu, 2. vojvodi od Albanyja, da mu pokaže kraljev grob, ali je Albany odbio.

## Ženidba
Od njegovih ranih zaruka s Cecily od Yorka nije bilo ništa, ali je ostalo zanimanje za ženidbeni savez s Engleskom. Slično je razmatrano i s kćeri španjolskih katoličkih monarha, Mariju Aragonsku, ali se ni to nije ostvarilo. Marija se kasnije udala za Manuela I. Portugalskog, udovca njezine starije sestre, Izabele Aragonsko.
U obredu na oltaru katedrale u Glasgowu, 10. prosinca 1502., Jakov je potvrdio Sporazum trajnoga mira s Henrikom VII. Engleskim. Po tom je sporazumu Jakov oženio Henrikovu kćer Margaret Tudor. Nakon ženidbe preko zastupnika u Londonu, sklopljena je i osobno, 8. kolovoza 1503., u opatiji Holyrood u Edinburghu. Ženidba je ovjekovječena darom Časoslova.
Od njihove šestero djece, samo je jedan sin poživio, dok su tri sina umrla u djetinjstvu, a dvije kćeri bile mrtvorođene:
- James Stewart, vojvoda od Rothesaya (palača Holyrood, 21. veljače 1507. - dvorac Stirling, 27. veljače 1508.);
- mrtvorođena kći, (palača Holyrood, 15. srpnja 1508.);
- Arthur Stewart, vojvoda od Rothesaya (palača Holyrood, 20. listopada 1509. - dvorac Edinburgh, 14. srpnja 1510);
- Jakov V. (palača Linlithgow, 10. travnja 1512. - palača Falkland, 14. prosinca 1542);
- mrtvorođena kći (palača Holyrood, studeni 1512.);
- Alexander Stewart, vojvoda od Rossa (dvorac Stirling, 30. travnja 1514. - dvorac Stirling, 18. prosinca 1515.).

### Nezakonita djeca
Jakov je imao nekoliko nezakonite djece, s četiri različite ljubavnice; za petero je poznato da su doživjeli odraslu dob:
- S Margaret Boyd:
  - Alexander Stewart (c. 1493. – Flodden, 9. rujna 1513.), svetoandrijski nadbiskup;
  - Catherine Stewart (c. 1495. – 1554.), udala se za Jamesa Douglasa, 3. grofa od Mortona.
- S lady Margaret Drummond:
  - Margaret Stewart (r. c. 1497.), udala se (1.) za Johna Gordona, lorda Gordona, i (2.) za Sir Johna Drummonda, 2. od Innerpeffraya.
- S Janet Kennedy:
  - James Stewart, 1. grof od Moraya (prije 1499. – 1544.).
- S Isabel Stewart:
  - lady Janet Stewart (17. srpnja 1502. – 20. veljače 1562.).